# Icky Thump
Pour les articles homonymes, voir Thump.
 (août 2007).
Si vous disposez d'ouvrages ou d'articles de référence ou si vous connaissez des sites web de qualité traitant du thème abordé ici, merci de compléter l'article en donnant les références utiles à sa vérifiabilité et en les liant à la section « Notes et références ».
Albums de The White Stripes
Get Behind Me Satan
(2005)
Icky Thump est le sixième album du duo rock The White Stripes paru en 2007. Il a été enregistré en trois semaines au Studio Blackbird de Nashville en février 2007.
Le titre de l'album provient d'une expression d'exclamation du Yorkshire,  « Ecky-Thump », fréquemment utilisée par Meg White, la batteuse du groupe. En effet le 1er juin 2007 les White Stripes apparaissent dans l'émission musicale anglaise Later... with Jools Holland, quand on les interroge sur le titre de la chanson, Jack White explique qu'il a entendu sa femme utiliser cette expression et qu'il aime la sonorité de ces mots. Tandis qu'il compose cette chanson avec Meg White, il change ecky pour le plus américain icky (écœurant) car il pense que les adolescents américains le comprendrait mieux. Jack ne le mentionne pas mais Ecky Thump est aussi le nom d'un art martial imaginaire de Lancaster popularisé par la comédie britannique The Goodies dans les années 1970.
L'album s'est classé numéro un sur l'iTunes Music Store aux États-Unis.

## Liste des titres
Toutes les chansons sont écrites et composées par Jack White, sauf mention.
1. Icky Thump – 4:14
2. You Don't Know What Love Is (You Just Do as You're Told) – 3:54
3. 300 M.P.H. Torrential Outpour Blues – 5:28
4. Conquest (Corky Robbins) – 2:48
5. Bone Broke – 3:14
6. Prickly Thorn, But Sweetly Worn – 3:05
7. St. Andrew (This Battle Is in the Air) – 1:49
8. Little Cream Soda – 3:45
9. Rag and Bone – 3:48
10. I'm Slowly Turning into You – 4:34
11. A Martyr for My Love for You – 4:19
12. Catch Hell Blues – 4:18
13. Effect and Cause – 3:00
14. Baby Brother (morceaux bonus pour les versions japonaise et d'iTunes) – 2:10
15. Tennessee Border (Hank Williams) (Live, bonus sur la version pré-commandé d'iTunes) – 2:09.

## Musiciens
- Jack White – chant, guitares, clavier, synthétiseur
- Meg White – batterie, percussions, chant, clavier, synthetiseur
- Regulo Aldama – trompette sur Conquest
- Jim Drury – cornemuse sur Prickly Thorn, But Sweetly Worn et sur St. Andrew.

## Classements
| Information sur les singles |
| --- |
| Icky Thump - Sortie : 26 avril 2007 - Positions dans les charts : - #2 (UK Singles Chart) - #9 (Canadian Hot 100) - #26 (U.S. Billboard Hot 100) - #1 (U.S. Modern Rock Tracks) - #11 (U.S. Mainstream Rock Tracks)                      |
| Rag and Bone - Sortie : 6 juin 2007 - Positions dans les charts : - non |
| You Don't Know What Love Is (You Just Do as You're Told) - Sortie : 10 septembre 2007 - Positions dans les charts : - #18 (UK Singles Chart) - #63 (Canadian Hot 100) - #9 (U.S. Modern Rock Tracks) - #35 (U.S. Mainstream Rock Tracks) |
| Conquest - Sortie : 18 décembre 2007 - Positions dans les charts : - #30 (UK Singles Chart) - #30 (U.S. Modern Rock Tracks) |